# Хилл, Тейлор
Тейлор Мари Хилл (англ. Taylor Marie Hill; родилась 5 марта 1996, Гранби) — американская топ-модель. С апреля 2015 года — одна из «ангелов» компании Victoria’s Secret.

## Биография
Родилась в 1996 году в штате Колорадо в семье Дэвида и Дженнифер Хилл. У Тейлор трое братьев и сестер: сестры Логан Рэй и Макинли, а также брат Чейз. Макинли и Чейз тоже модели. Начиная с раннего возраста, она была гимнасткой, прежде чем стать моделью. В 14 лет была приглашена на кастинг, после прохождения которого начала сниматься для рекламы некоторых американских производителей одежды.
Девушка получала неплохие на то время гонорары, но не переставала мечтать о сотрудничестве с агентством IMG Models. Уже совсем скоро модель прошла кастинг и дефилировала на показах Versace, D&G, Ralph Lauren и других. Её фотографии появились на страницах модных журналов Versace, D&G, Ralph Lauren.
В 17 лет, после окончания обучения в школе, при содействии своего агента, начала профессиональную карьеру модели. В 2013 году снялась для каталога марки Intimissimi. В 2014 году были заключены рекламные контракты с брендами DKNY, H&M, D&G, Victoria’s Secret и River Island.
С 2015 года активно дефилирует на неделях высокой моды в Париже, Милане и Нью-Йорке.
В различное время принимала участие в показах: Bouchra Jarrar, Barbara Bui, Elie Saab, Maxime Simoëns, Anthony Vaccarello, Thierry Mugler, Alexandre Vauthier, Chanel, Damir Doma, Dolce & Gabbana, Versace, Paul Smith, Richard Nicoll, Christopher Kane, Ralph Lauren, Carolina Herrera, Phillip Lim, Marchesa, Bebe, Blugiri, Byblos, DKNY, Ground Zero, Mara Hoffman, Ostwald Helgason, Rachel Zoe, Rebecca Minkoff и другие.
В 2014, 2015 и 2016 годах была приглашена на итоговый показ компании Victoria’s Secret. С 2015 года является «ангелом» Victoria’s Secret. На тот момент это была самая молодая модель из всей команды бренда.
С 2016 года лицо косметического бренда «Lancôme». В этом же году демонстрировала джинсовую одежду Colin’s с турецким актёром Чагатаем Улусой.
С 2017 года лицо «L’Oréal».

## Личная жизнь
Тейлор Хилл начала отношения с британским предпринимателем Дэниелом Фрайером в 2020 году. В июне 2021 года пара объявила о помолвке. 10 июня 2023 года Тейлор и её молодой человек поженились в Уинтер-Парке, штат Колорадо.